# 310-я чехословацкая эскадрилья
310-я чехословацкая эскадрилья (англ. No. 310 Squadron RAF, чеш. 310. československá stíhací peruť RAF) — формирование (эскадрилья) Королевских ВВС Великобритании, состоявшее из чехословацких добровольцев и участвовавшее во Второй мировой войне. Позывные пилотов этой эскадрильи начинались с букв NN.

## История
Набор добровольцев в эскадрилью начался в Даксфорде официально 10 июля 1940 года: эта эскадрилья стала первой иностранной эскадрильей в ВВС Великобритании во время Второй мировой. Большую часть добровольцев составили бежавшие от нацистов чехи и словаки. Эскадрилья изначально использовала истребители Hawker Hurricane I.
Первым командиром 310-й эскадрильи был Дуглас Блэквуд, который набрал опытных пилотов. Уже за месяц эскадрилья стала полноценной частью ВВС Великобритании в составе 12-й истребительной группы и Даксфордского большого авиакрыла. В ходе Битвы за Британию лётчики 310-й эскадрильи одержали 37 официальных побед.
С 1941 года эскадрилья стала совершать вылеты за пределы Ла-Манша и сопровождать бомбардировщики. В марте 1941 года на вооружение поступили новые «Харрикейны II», в июле 1941 года эскадрилья перелетает на базу Дайс в Шотландии для отдыха и получает в своё распоряжение Supermarine Spitfire моделей IIa и Vb в октябре 1941 года. В декабре 1941 года эскадрилья снова перешла к оборонительным операциям с базированием в Корнуолле, отдыхая снова в июне 1943 года в течение трёх месяцев в Шотландии.
В 1944 году чехословацкая 310-я получает уже самые современные «Спитфайры IX», переквалифицировавшись в истребительно-бомбардировочную эскадрилью в составе 134-го авиакрыла. Она участвовала в бомбардировках и наземных атаках во время высадки в Нормандии, а конец войны провела, патрулируя побережья Бельгии и Нидерландов. Общее число побед достигло 52 к концу войны, причём в 4 случаях лётчики сбили немецкие «летающие бомбы» V-1.
7 августа 1945 года эскадрилья перелетела в Хильдесхайм, а оттуда в Прагу, где вошла в состав ВВС Чехословакии. Официально расформирована 15 февраля 1946 года.

## Задействованные самолёты
| Начало обслуживания | Конец обслуживания | Самолёт              | Модификация |
| ------------------- | ------------------ | -------------------- | ----------- |
| Июль 1940           | Март 1941          | Hawker Hurricane     | I           |
| Март 1941           | Декабрь 1941       | Hawker Hurricane     | IIa         |
| Июнь 1941           | Ноябрь 1941        | Hawker Hurricane     | IIb         |
| Октябрь 1941        | Декабрь 1941       | Supermarine Spitfire | IIa         |
| Ноябрь 1941         | Март 1944          | Supermarine Spitfire | Vb          |
| Июль 1942           | Июнь 1943          | Supermarine Spitfire | Vc          |
| Июль 1943           | Сентябрь 1943      | Supermarine Spitfire | VI          |
| Сентябрь 1943       | Март 1944          | Supermarine Spitfire | Vc          |
| Январь 1944         | Июль 1944          | Supermarine Spitfire | LF.IX       |
| Июль 1944           | Сентябрь 1944      | Supermarine Spitfire | Vb          |
| Август 1944         | Февраль 1946       | Supermarine Spitfire | LF.IX       |

## Память
- Памятник крылатого льва

## В массовой культуре
310-я эскадрилья упоминается в песне «Aces in Exile» шведской пауэр-метал группы Sabaton.